# ICICI Bank
ICICI Bank Limited — приватна індійська установа з фінансування розвитку з головним офісом у Вадодарі, штат Гуджарат, та корпоративним офісом у Мумбаї, штат Махараштра. Він пропонує широкий спектр банківських продуктів та фінансових послуг для корпоративних та роздрібних клієнтів за допомогою різноманітних каналів доставки та спеціалізованих дочірніх підприємств у сферах інвестиційного банкінгу, страхування життя, управління венчурним капіталом та управління активами. Банк має мережу з 5275 відділень та 15589 банкоматів по всій Індії та має присутність у 17 країнах.
Банк ICICI — один з найбільших банків Індії. Банк має дочірні компанії у Великій Британії та Канаді; філії в США, Сінгапурі, Бахрейні, Гонконгу, Катарі, Омані, Міжнародному фінансовому центрі в Дубаї, Китаї та Південній Африці, а також представництва в Об'єднаних Арабських Еміратах, Бангладеш, Малайзії та Індонезії. Дочірнє підприємство Великої Британії також створило філії в Бельгії та Німеччині.

## Історія
Банк ICICI був створений Індійською корпорацією з інвестиційних кредитів та інвестування (ICICI), індійською фінансовою установою, як дочірня компанія, що повністю належить материнській компанії, яка була створена в 1955 році як спільне підприємство Світового банку, банки державного сектору та страхові компанії державного сектору для надання проектного фінансування індійській промисловості. Банк був заснований як Промислова кредитно-інвестиційна корпорація Індійського банку, перш ніж він змінив свою назву на ICICI Bank. Пізніше материнська компанія була об'єднана з банком.
Банк ICICI розпочав операції з Інтернет-банкінгу в 1998 році.
Частка акцій ICICI в банку ICICI була зменшена до 46 відсотків шляхом публічного розміщення акцій в Індії в 1998 році, після чого відбулося розміщення акцій у формі американських депозитарних розписок на NYSE у 2000 році. Банк ICICI придбав Банк Мадури Лімітед в рамках акцій у 2001 році та продав додаткові пакети акцій інституційним інвесторам протягом 2001—2002 рр.
У 1990-х роках ICICI перетворив свій бізнес з фінансової установи на розвиток, що пропонує лише проектне фінансування, на диверсифіковану групу фінансових послуг, що пропонує широкий спектр продуктів та послуг як безпосередньо, так і через низку дочірніх компаній та філій, таких як ICICI Bank. У 1999 році ICICI стала першою індійською компанією та першим банком або фінансовою установою з країн, що не входять в Японію, що потрапили до списку NYSE.
ICICI, ICICI Bank та дочірні компанії ICICI ICICI Personal Financial Services Limited та ICICI Capital Services Limited об'єдналися в зворотному злитті в 2002 році.
2008 року, після фінансової кризи 2008 року, клієнти звернулись до банкоматів та відділень ICICI в деяких місцях через чутки про несприятливий фінансовий стан банку ICICI. Резервний банк Індії дав роз'яснення щодо фінансової спроможності банку ICICI, щоб розвіяти чутки.
У березні 2020 року правління ICICI Bank Ltd. затвердило інвестицію в 1000 рупій у Yes Bank Ltd. Ця інвестиція призвела до того, що ICICI Bank Limited перевищила п'ятивідсотковий пакет акцій Yes Bank.

## Придбання
- 1996: ICICI Ltd. Диверсифікована фінансова установа зі штаб-квартирою в Мумбаї.
- 1997: ITC Classic Finance. заснована в 1986 році, ITC Classic була небанківською фінансовою фірмою, яка займалася наймом, купівлею та лізинговими операціями. На момент придбання ITC Classic мала вісім офісів, 26 торгових точок та 700 брокерів. Була створена SCICI (Індійська кредитно-інвестиційна корпорація судноплавства).
- 1998: Анаграма (ENAGRAM) Фінанси. Anagram створив мережу з приблизно 50 філій у Гуджараті, Раджастхані та Махараштрі, які займались переважно роздрібним фінансуванням легкових та вантажних автомобілів. Він також мав близько 250 000 вкладників.
- 2001: Банк Мадури.
- 2002: Відділення Дарджилінгу та Шимли банку Grindlays.
- 2005: Інвестиційно-кредитний банк (IKB), російський банк.
- 2007: Sangli Bank. Банк Sangli був приватним сектором, що не був внесений на перелік, заснований у 1916 році і на 30 % належав родині Бахте. Штаб-квартира знаходилась у місті Санглі в штаті Махараштра, і в ньому було 198 відділень. У ньому було 158 у Махараштрі та 31 у Карнатаці та інші в Гуджараті, Андхра-Прадеш, Тамілнаду, Гоа та Делі. Його гілки були відносно рівномірно розподілені між столичними районами та сільськими або напівміськими районами.
- 2010: Банк Раджастана (BOR) був придбаний банком ICICI у 2010 році за 30 млрд. Євро (420 млн. Доларів США). RBI критикував промоутерів BOR, які не зменшували свої частки в компанії. З тих пір BOR було об'єднано з Банком ICICI.

## Роль в індійській фінансовій інфраструктурі
Банк ICICI протягом багатьох років сприяв створенню ряду індійських установ для створення фінансової інфраструктури в країні:
- Національна фондова біржа була просунута провідними фінансовими установами Індії (включаючи ICICI Ltd.) у 1992 році за дорученням уряду Індії з метою створення загальнодержавної системи торгівлі акціями, борговими інструментами та гібридами шляхом забезпечення рівного доступу для інвесторів. над країною через відповідну мережу зв'язку.
- У 1987 році ICICI Ltd разом з UTI створили CRISIL як перше професійне агентство з кредитного рейтингу в Індії.
- NCDEX (Національний обмін товарами та деривативами) був створений у 2003 році ICICI Bank Ltd, LIC, NABARD, NSE, Canara Bank, CRISIL, Goldman Sachs, Indian Farmers Fertilizer Cooperative Limited (IFFCO) та Punjab National Bank.
- Банк ICICI сприяв створенню «FINO Cross Link to Case Link Study» у 2006 році як компанії, яка надаватиме технологічні рішення та послуги для охоплення малозабезпеченого та недостатньо забезпеченого населення країни. Використовуючи такі технології, як смарт-картки, біометрія та кошик допоміжних послуг, FINO дає змогу фінансовим установам розробляти концепції, розробляти та вводити в дію проекти для підтримки галузевих ініціатив у галузі мікрофінансування та існування.
- Інститут розвитку підприємництва в Індії (EDII) був створений в 1983 році такими головними фінансовими установами, як IDBI, ICICI, IFCI та SBI, за підтримки уряду Гуджарата як національної ресурсної організації, що займається розвитком підприємництва, освітою, навчанням та дослідження.
- Східна фінансова корпорація розвитку (NEDFI) була просунута фінансовими установами національного рівня, такими як ICICI Ltd, у 1995 році в місті Гувахаті, Ассам, для розвитку галузей промисловості, інфраструктури, тваринництва, агросадівничих насаджень, лікарських рослин, шічківництва, аквакультури, птиці та молочних північно-східні штати Індії.
- Після введення в дію Закону про сек'юритизацію в 2002 році, ICICI Bank, разом з іншими установами, створив Компанію з реконструкції активів India Limited (ARCIL) у 2003 році. ARCIL була створена з метою придбання непрацюючих активів (NPA) у фінансових установ та банків з метою покращення управління цими активами та сприяння максимізації відновлення.
- ICICI Bank допоміг у створенні Бюро кредитної інформації India Limited (CIBIL), першого національного бюро кредитних історій в Індії у 2000 році. CIBIL надає сховище інформації (яка містить кредитну історію комерційних та споживчих позичальників) у формі звіти про кредитну інформацію.
- Firstsource, індійська фірма BPO, оскільки продана
- 3i Infotech, індійська фірма IT / ITES, з тих пір як продала

## Продукти
ICICI Bank пропонує такі продукти та послуги, як онлайн-перекази грошей, послуги відстеження, поточні рахунки, ощадні рахунки, строкові депозити, періодичні депозити, іпотечні кредити, позики, автоматичні шафки, кредитні картки, передплачені картки, дебетові картки та цифрові гаманці під назвою ICICI кишені.
Банк ICICI запустив «ICICIStack», який надає онлайн-послуги, такі як варіанти оплати, цифрові рахунки, миттєві автокредити, страхування, інвестиції, позики тощо

## Дочірні компанії

### Вітчизняні
- Компанія ICICI з пруденційним страхуванням життя обмежена
- ICICI Lombard General Insurance Company Limited
- ICICI Prudential Asset Management Company Limited
- ICICI Prudential Trust Limited
- Компанія з управління пруденційними пенсійними фондами ICICI Limited
- ICICI Direct
- ICICI Securities Limited
- ICICI Securities Primary Dealership Limited
- Компанія з управління венчурними фондами ICICI Limited
- ICICI Home Finance Company Limited
- ICICI Investment Management Company Limited
- Попечительські послуги ICICI Limited

### Міжнародні
- ICICI Bank Канада
- ICICI Bank UK PLC
- ICICI Bank USA
- ICICI Bank Німеччина
- Товариство з обмеженою відповідальністю «ICICI Bank Eurasia»
- ICICI Securities Holdings Inc.
- ICICI Securities Inc.
- ICICI International Limited.

### ICICI Bank Канада
ICICI Bank Canada є дочірньою компанією ICICI Bank, провідного банку приватного сектору в Індії. Корпоративний офіс ICICI Bank в Канаді знаходиться в Торонто. Створений у грудні 2003 року ICICI Bank Canada — це прямий банк із повним спектром послуг, активи якого складають близько 6,5 млрд. Доларів на 31 грудня 2019 року. Він регулюється Законом Канади про банки і діє під наглядом Управління наглядача за фінансовими установами. Банк має сім відділень у Канаді.
У 2003 році ICICI Bank Canada був заснований як банк Списку II (іноземна власність або підконтрольний). Він був зареєстрований у листопаді, а головний офіс та філія в центрі Торонто відкрився у грудні. У 2004 році запустила платформу для Інтернет-банкінгу. У 2005 році він запустив свій канал фінансових консультантів. У 2008 році банк переніс свій корпоративний офіс у бізнес-парк Don Valley у Торонто, Онтаріо. У 2010 році він запустив послугу іпотечного брокера. У 2014 році банк запустив додаток для мобільного банкінгу.
ICICI Bank Canada є членом декількох поважних торгових асоціацій; а також Канадської асоціації банкірів (CBA), зареєстрованого члена Канадської корпорації із страхування депозитів (CDIC), федерального агентства, що займається страхуванням депозитів у всіх зафрахтованих банках Канади; Асоціація Interac; Cirrus Network; та Біржова мережа.

### ICICI Bank UK PLC
ICICI Bank UK PLC була зареєстрована в Англії та Уельсі 11 лютого 2003 року як приватна компанія з назвою ICICI Bank UK Ltd. Потім вона стала акціонерним товариством 30 жовтня 2006 р. В даний час Банк має сім відділень у Великій Британії.: по одному в Бірмінгемі, Іст-Хемі, Гарроу, Лондоні, Манчестері, Саутхолі та Уемблі.
На даний момент банк має сім відділень у Великій Британії. ICICI Bank UK PLC має дозвіл Органу пруденційного регулювання та регулюється Органом фінансового контролю та Органом пруденційного регулювання. Він охоплюється Схемою компенсації фінансових послуг (FSCS). Банк має довгостроковий кредитний рейтинг Baa1 в іноземній валюті від Moody's. На 31 березня 2019 року він мав коефіцієнт достатності капіталу 16,8 %.
ICICI Bank UK PLC пропонує такі продукти та послуги, як поточний рахунок, ощадний рахунок, переказ грошей до Індії, сейф, послуги NRI, бізнес-банкінг, валютні послуги, комерційне нерухоме майно та корпоративні банкінги. У 2019 році ICICI Bank UK PLC запустила можливість миттєвого відкриття рахунку через свій додаток iMobile.